# Дмитровский сельский совет (Горишнеплавнинский городской совет)
Дмитровский сельский совет (укр. Дмитрівська сільська рада) — входит в состав
Горишнеплавнинского городского совета
Полтавской области
Украины.
Административный центр сельского совета находится в
с. Дмитровка.

## Населённые пункты совета
- с. Дмитровка
- с. Базалуки
- с. Гора
- с. Кияшки
- с. Кузьменки
- с. Солонцы

## Ликвидированные населённые пункты совета
- с. Золотнишино
- с. Кириленки
- с. Низы
- с. Волошино